# 荆门萤蔺
荆门萤蔺（学名：Schoenoplectiella jingmenensis），为莎草科萤蔺属下的一个种。發現於中國湖北荊門，由张树仁、梁松筠命名。